# Maria Daghofer
Maria Daghofer (* 1977 in Graz) ist eine österreichische theoretische Physikerin. Sie ist Professorin für theoretische Physik an der Universität Stuttgart.

## Leben
Maria Daghofer studierte ab 1995 Physikingenieurwesen an der TU Graz, wo sie 2001 das Diplom erwarb und 2004 in theoretischer Physik (Neue Monte Carlo Methoden und numerische Simulationen für Manganate) promoviert wurde. Nach Postdoc-Stellen am Max-Planck-Institut für Festkörperforschung und an der University of Tennessee wurde sie 2010 Nachwuchsgruppenleiterin am IFW Dresden. Seit 2014 hat sie die Professur für die Theorie kondensierter Materie am Institut für funktionelle Materie und Quantentechnologien der Universität Stuttgart inne.
Daghofers Arbeitsgebiet ist die Theorie stark korrelierter Elektronensysteme.